# Marsdenia colombiana
Marsdenia colombiana är en oleanderväxtart som beskrevs av G. Morillo. Marsdenia colombiana ingår i släktet Marsdenia och familjen oleanderväxter. Inga underarter finns listade i Catalogue of Life.